# Friul
El Friul (en italiano: Friuli, en friulano, Friûl) es una región histórica y geográfica del noreste de Italia que corresponde a las actuales provincias de Údine, Pordenone y Goricia y a un pequeño sector de Venecia. Abarca aproximadamente el 90% de la región autónoma italiana de Friul-Venecia Julia.
El territorio del Friul (sin la Venecia Julia) tiene una superficie de aproximadamente 7.147 km² y (en 2001) una población de aproximadamente 900.000 habitantes (estadísticas estrictas suponían en el año 2001 una población estable de 730.104 habitantes). 
La capital histórica es Údine, ciudad que en el medioevo fue sede del Patriarcado de Aquilea; otros centros urbanos importantes son Pordenone, Cervignano del Friuli, Gorizia, Gradisca d'Isonzo, Cividale del Friuli, Latisana y Tolmezzo.
Idiomas oficiales: italiano y friulano; desde mediados del siglo XX prácticamente todos los habitantes de la región hablan el italiano como segunda o primera lengua, a cuyo flanco en parte de este territorio se habla el friulano.

## Toponimia
En el año 52 a. C., el cónsul romano Julio César decidió fundar una ciudad fortificada al pie de los valles alpinos para proteger el noroeste de Italia de las invasiones de pueblos bárbaros. De esta manera fundó Forum Iulii nombre en latín que significa Foro de Julio (entiéndase Foro como la zona central de una urbe romana). El topónimo Friul deriva de Forum Iulii nombre latín de la actual ciudad de Cividale del Friuli.

## Geografía y clima
El Friul históricamente se ha considerado delimitado al oeste por el río Livenza, al norte por los Alpes Cárnicos, al este por los Alpes Julianos, los primeros relieves del Carso o Karst y el río Timava, al sur por el brazo del Mar Adriático llamado Golfo de Venecia. Las montañas alpinas superan en varios puntos los 2.740 m de altitud. Son numerosos los ríos que discurren de norte a sur, entre estos los más importantes son -además de los ya citados- el Torre, Natisone, Tagliamento, Stella, Isonzo y el Ausa.
El clima del Friul es relativamente frío, principalmente por lo elevado de la mayor parte del territorio, cierto grado de continentalidad, la latitud y los frecuentes vientos del cuadrante N.E., lo cual determina que en su flora se destaquen las coníferas -en especial abetos- seguidas de hayas y robles. Los inviernos son prolongados y siempre con nevadas, solo las costas del Adriático y su zona de influencia climática se benefician de un clima algo más cálido. El régimen de precipitaciones (superior a los 1000 mm/año en gran parte del territorio) es el más elevado de toda Italia, y en buena medida dichas precipitaciones se dan en forma de nieve y aguanieve.

## Historia
En los más remotos tiempos históricos la población era en su mayoría celta (celtas fueron los carni y livios). La región fue colonizada por los romanos desde el s. II a. C. y profundamente influida por la cultura latina al crearse la ciudad de Aquileia en el 181 a. C., la cual llegó a contar con más de 100.000 habitantes y un importante puerto fluvial sobre el río Natissa. De este modo se desarrollaron otras colonias romanas cuando el cónsul romano Julio César fundó Forum Iulii -Foro de Julio-, (actual Cividale del Friul), y Iulium Carnicum (actual Zuglio Carnico), pasando el territorio a ser el núcleo de la llamada Carnorum Regio. El comercio del imperio Romano y la red de ciudades contribuyó a un notable florecimiento de la región, pero ésta, si por su situación geográfica era la puerta de Italia al comercio con los territorios de la Europa Oriental, también lo fue para las invasiones bárbaras, a partir de la mitad del siglo II, momento en que se inició una rápida declinación, en especial cuando la ciudad de Aquilea fue arrasada por las huestes de Átila. Sin embargo, Aquilea mantuvo su importancia hasta fines del Imperio romano de Occidente al ser la sede de un patriarcado.

### Edad Media
La capital fue trasladada a una posición más defendible correspondiente a Forum Iulii, ciudad que fue fortificada para resistir las sucesivas acometidas de los pueblos bárbaros. Es desde entonces que Forum Iulii (hoy Cividale del Friul) pasó a dar nombre a la región.
Tras una breve dominación y protección bizantina, que tiene su apogeo en tiempos de Justiniano, el Friul surge históricamente cuando los lombardos desplazan a los bizantinos y crean un ducado en Forum Iulii. Tras la derrota de los lombardos a manos de los francos, en tiempos de Carlomagno el territorio integró con el sur de la Marca de Panonia la llamada Marca de Forum Iulii o Marca del Friul y su capital fue denominada Civitas Austriae (Ciudad del Este). En 922 fue ocupada por Otón I, pasando así a directo control germánico hasta 1077. A partir de entonces toma mayor importancia el papel de los emperadores alemanes y de los señores feudales de Austria, aunque a la ocupación germánica se contraponen frecuentemente las incursiones de otros pueblos procedentes del este (por ejemplo, los ávaros). En ese mismo tiempo pese al declinar de la vida urbana aumentó el poder del patriarca de Aquileia, ya con caracteres de señor feudal. De este modo el 3 de abril de 1077 el emperador alemán Enrique IV concedió al patriarca Sigeardo el condado del Friul, quedando enmarcado dentro del Patriarcado de Aquilea hasta la desaparición de este.

### Edad Moderna y Contemporánea
El Patriarcado de Aquilea concluyó en 1420, cuando la mayor parte del territorio fue anexada a la Serenísima República de Venecia. En 1516 el llamado "Sacro Imperio Romano Germánico" dominado por los Habsburgo tomó el Friul Oriental. Tal dominio se vio favorecido por las incursiones de los otomanos; mientras tanto el Friul Occidental permanecía sujeto a Venecia. Esta división se mantuvo hasta el Tratado de Campoformio (1797), cuando tras las campañas napoleónicas todo el Friul fue integrado al imperio de Austria, excepto durante el breve periodo en el cual el Friul es cedido al Estado satélite del Imperio Napoleónico llamado "Reino Itálico". En 1805 la zona de Údine y Pordenone fueron nuevamente anexadas al Véneto y con este a Italia en 1866, mientras que desde 1814 el Friul Oriental se mantuvo bajo poder austríaco hasta concluir la Primera Guerra Mundial en 1918.
El 6 de mayo de 1976, el Friul fue gravemente afectado por un fuerte terremoto (véase Terremoto del Friul), que causó un millar de muertos.

## Emigración
La situación fronteriza del Friul implicó -tal cual se ha observado- que fuera asolado por un casi continuo estado de guerra durante siglos. Esto y una importante tasa de natalidad hasta la segunda mitad de s. XX significó que gran parte de su población joven -predominantemente campesina entonces- emigrara hacia los principales centros industriales del norte de Italia (Milán, Turín), o a países entonces más prósperos. Hubo enormes contingentes de friulanos -incluyendo por entonces a eslovenos- que emigraron a Canadá y Estados Unidos. Un número muy importante de ellos, asimismo, emigró a Argentina. Para que los descendientes de dichos emigrantes no perdiesen el contacto con su región de origen, se constituyeron los denominados "Fogolârs Furlans", bajo la tutela y coordinación del ente "Friuli nel Mondo", que busca que las raíces y la cultura friulana no se pierdan.

## Economía
El Friul es reconocido por sus productos cárnicos, principalmente jamones y embutidos, así como por sus lácteos y una interesante producción vinícola. Se cultiva intensivamente -en pequeños terrenos- el maíz, el trigo, el centeno, diversas hortalizas, vides y frutas de clima templado. Sin embargo, a partir de fines de los 1950 se crearon en la región polos de desarrollo industrial que le han dado un interesante perfil industrial a la región.

## Idiomas y dialectos regionales

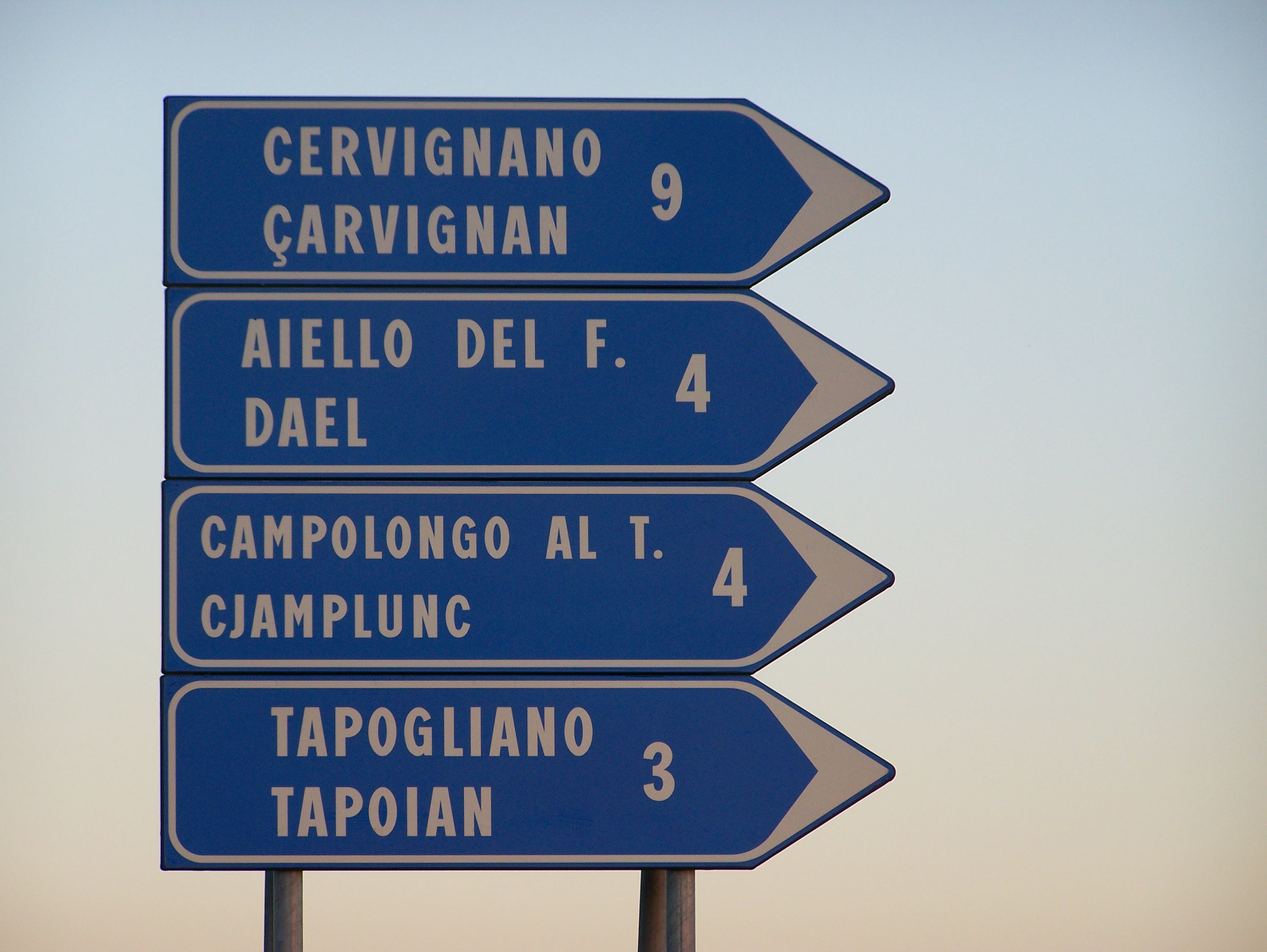
Señal de tráfico bilingüe (italiano y friulano) cerca de San Vito al Torre

Si bien el idioma italiano estándar es el principal idioma oficial de la región, en el Friul se hablan varios otros idiomas y dialectos regionales.
El friulano se habla en las provincias de Údine, Gorizia y Pordenone.
El veneciano y sus dialectos generalmente se hablan (por razones históricas) en las regiones fronterizas occidentales (es decir, Pordenone), con moderación en algunas ciudades internas (es decir, Gorizia, etc.) , e históricamente en algunos lugares a lo largo de la costa del Adriático.
En la parte sureste del Friul, se habla un dialecto de transición veneciano, llamado Bisiaco, que tiene influencias tanto del esloveno como del friulano.
Los dialectos eslovenos se hablan en la región montañosa fronteriza, mayoritariamente rural, conocida como Eslovenia veneciana. El alemán (dialecto bávaro) se habla en Val Canale (principalmente en Tarvisio y Pontebba); en algunos de los municipios de Val Canale (particularmente en Malborghetto Valbruna), también se hablan dialectos eslovenos de Carintia. El esloveno también se habla en el área de Collio al norte de Gorizia. En el Valle de Resia, entre la Eslovenia veneciana y el Val Canale, la mayoría de los habitantes todavía hablan un dialecto arcaico del esloveno, conocido como Resia. Según las estimaciones oficiales del gobierno italiano, en el Friul viven entre 45.000 y 51.000 hablantes de esloveno: alrededor de 11.000 en la provincia de Gorizia y el resto en la provincia de Údine. Debido a la emigración, la mayoría de los hablantes de esloveno en la provincia de Údine viven fuera de su tradicional zona compacta de asentamiento.
Los dialectos relacionados con el alemán (como Rogasaxon) se hablan en varios enclaves antiguos como Timau, Zahre (Sauris) y Plodn (Sappada).
Sólo el friulano, el esloveno y el alemán pueden ser idiomas oficiales secundarios locales en sus áreas históricas, pero no sus dialectos relacionados.